# CNUF
CNUF est un sigle qui signifie Code national unifié fournisseur.
Il permet de désigner de manière unique un fournisseur. Ceci est utilisé dans les codes lieu-fonction ou bien les codes EAN 13 par exemple.
Les codes CNUF sont attribués en France par l'organisme GS1 France.